# Mässa (marknad)

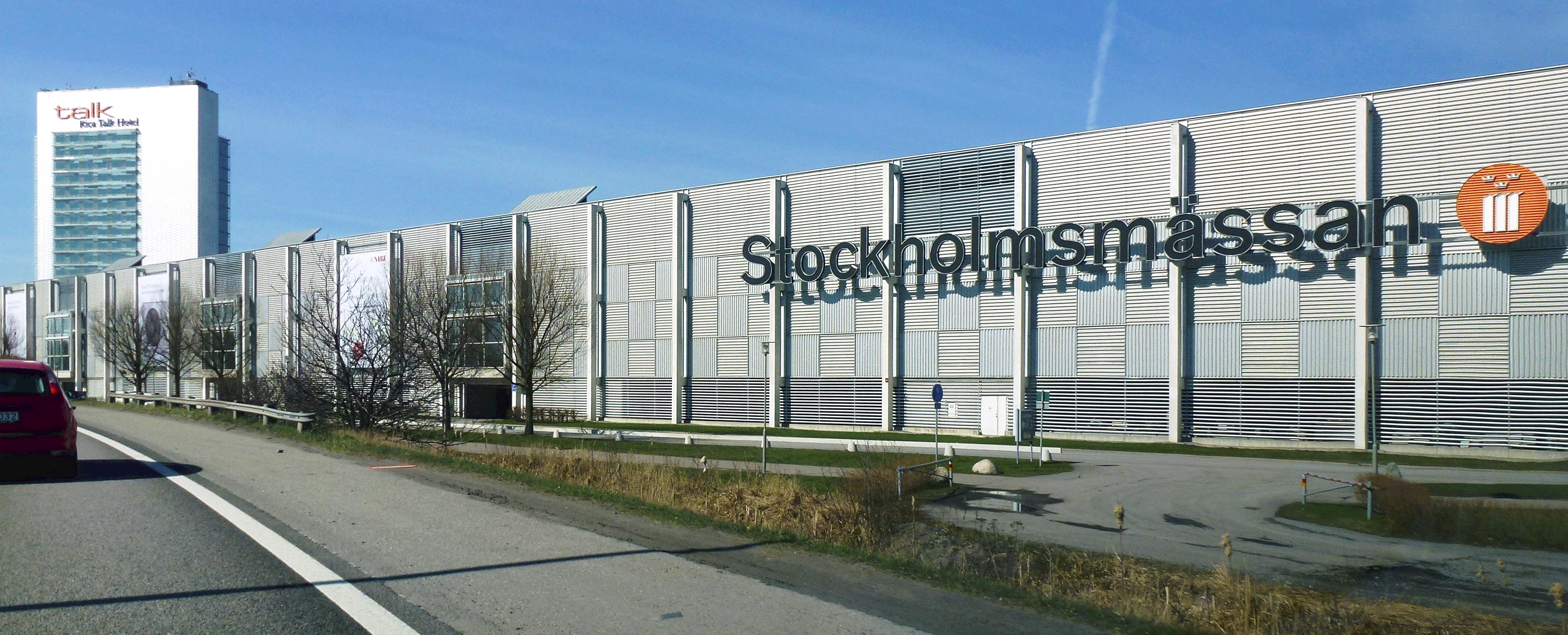
Stockholmsmässan.

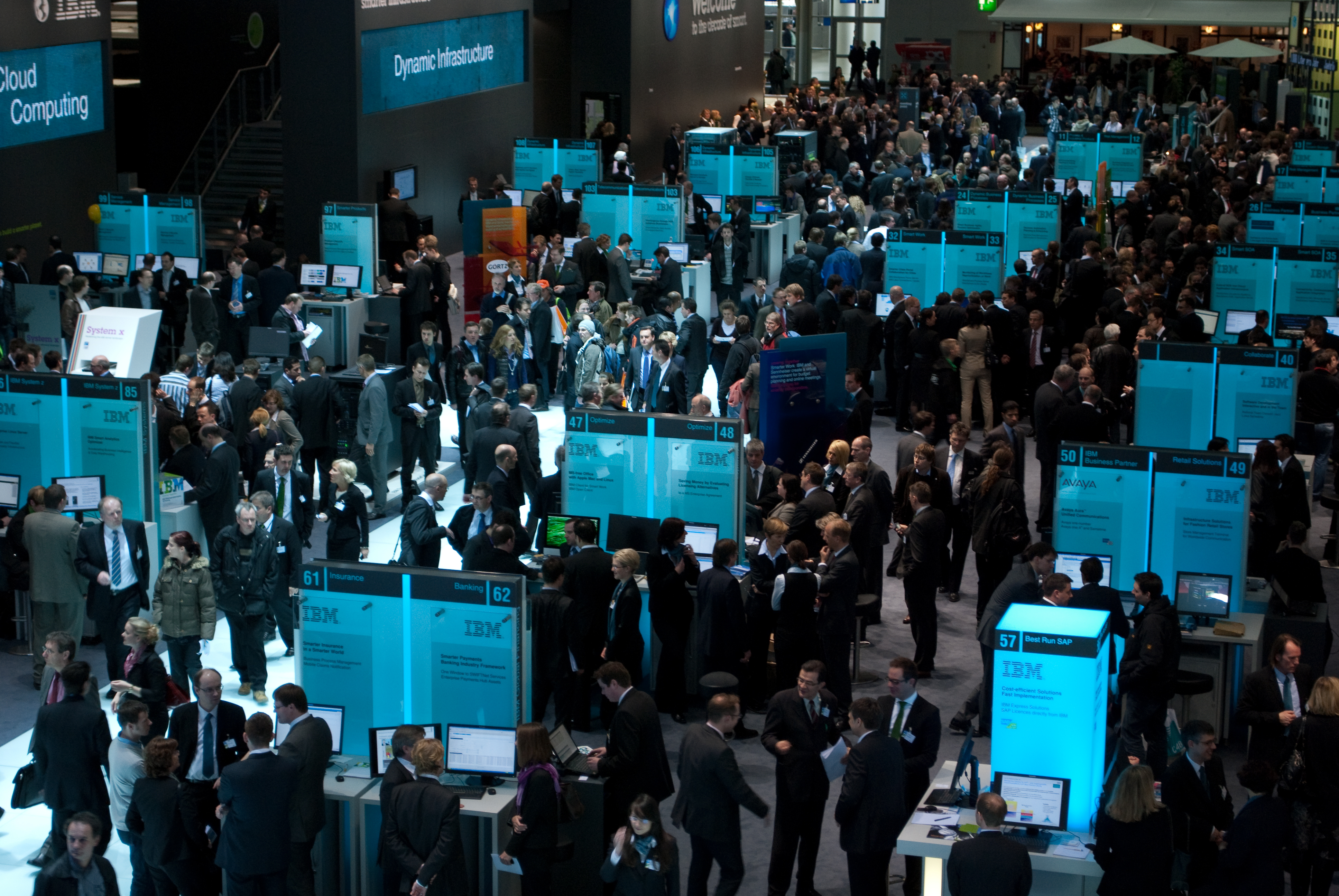
IBM:s monter under mässan CeBIT 2010 vid Hannovermässan i Tyskland, den största mässhallen i världen.

En mässa kan vara olika typer av kommersiella evenemang, som varumarknader, konvent, samlarmässor, sportevenemang och dylikt, där företag, organisationer, verksamheter eller privatpersoner kan visa upp sig, göra reklam för sina produkter, utbyta kunskaper, skapa nya kontakter och sköta försäljning. Olika typer av mässor har mer eller mindre fokus på olika aspekter. Mässor med mer fokus på presentationer eller utställningar särskiljs ibland genom att kallas för expo men begreppet används idag även för andra typer av mässor. Mässor som mer riktar sig till specifika populärkulturella subkulturer eller hobbyintressen brukar kallas för konvent. Typiskt för en mässa är att den ofta är årligen återkommande och målgruppen kan vara såväl återförsäljare som konsumenter. Det förekommer även icke-kommersiella mässor, exempelvis föreningsmässor. "Mässa" kan även avse själva byggnaden som evenemanget hålls i och dessa kallas ibland för mässhall eller mässområde.

## Historik
Vid de stora kyrkofesterna förr i Europa till helgonens ära brukade det tillströmma mycket folk. Det hölls vid dessa tillfällen även marknad, och därför kom ordet messe i Tyskland (liksom de motsvarande italienska fiera, franska foire, engelska fair) att också betyda "stormarknad". Denna betydelse av ordet "mässa" uppstod även i Sverige (till exempel Hindersmässan, det vill säga Henriksmässan i Örebro, Persmässan i Karlstad). En del av de gamla europeiska mässorna, som hölls på särskilt väl belägna platser, kom senare att få en internationell betydelse. Detta blev först fallet med de berömda franska mässorna i flera städer i Champagne (Provins, Troyes med flera), vilkas högsta blomstring infaller på 1200-talet. Senare kom mässorna i Lyon och Genève med flera i förgrunden, vilka följdes av dem i Frankfurt an der Oder, i Frankfurt am Main och i Leipzig. Alla dessa mässor utvecklade sig till verkliga medelpunkter för det kontinentala varubytet. Utom för varuhandeln har mässorna också haft stor betydelse för betalningsväsendet och krediten, och särskilt har de spelat en viktig roll för växelns uppkomst och utveckling. Stadsmyndigheterna och regenterna, åt vilka mässorna inbringade betydande inkomster, sökte på alla sätt främja och uppmuntra dem. På grund av den moderna samfärdselns utveckling har dessa mässor så gott som fullständigt förlorat sin gamla betydelse. Varuhandeln har fått nya former, och även där mässorna fortfarande finnas kvar till namnet, har de gamla mässaffärerna ersatts av andra affärsformer.
"Mässa" blev senare synonymt med en specifik plats där det årligen anordnades utställningar av varuprover till vilken köpare inbjöds för att göra partiinköp. I svenskan är denna betydelse av "mässa" känd sedan mitten av 1600-talet.

## Mässhall

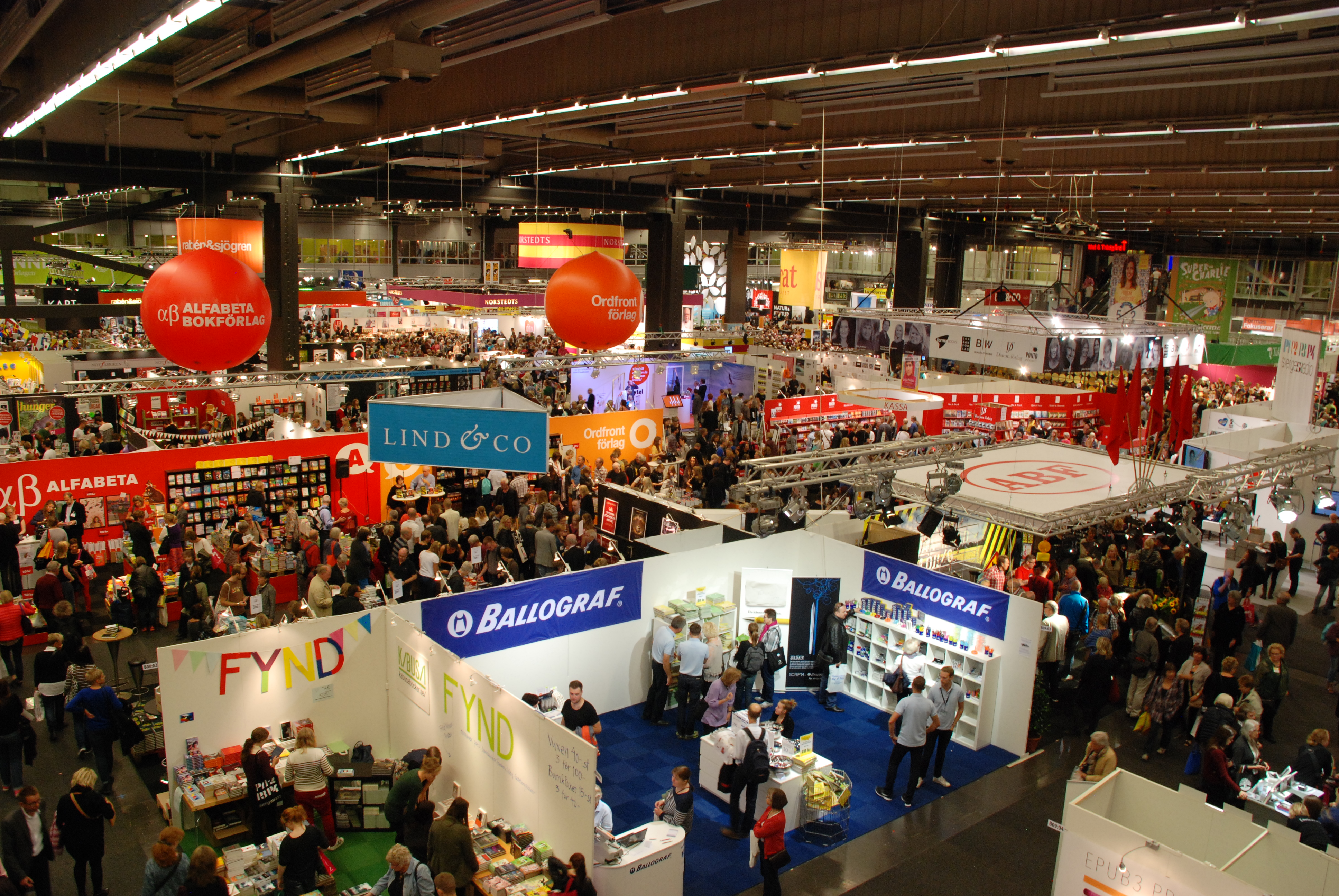
En mässhall är ofta en större byggnad med öppen planlösning, som delas in i montrar, som här på Göteborgs bokmässa..

Mässor består vanligen av ett stort antal montrar där olika verksamheter presenterar sig själva och sin verksamhet. Många verksamheter satsar på att ha en monter eftersom det ger möjligheter till personliga möten som är svåra att uppnå på andra sätt. För detta ändamål är en mässhall ofta en större byggnad med öppen planlösning, ibland av arenakaraktär.

## Exempel på mässor
Vissa branscher och verksamheter har en större tradition av att anordna mässor. Några exempel är bokmässor, båt- och bilmässor, erotikmässor, mat- och dryckesmässor, samlarmässor, konstmässor, husdjursmässor, datorspelsmässor, TV-mässor, modemässor, möbler- och bomässor.

## Mässverksamhet i Sverige
Mässor uppgick år 2014 till 3,4 miljarder kronor i Sverige enligt Institutet för Reklam- och Mediestatistik (IRM). Det motsvarar drygt 6% av de totala reklaminvesteringarna på drygt 55,1 mdkr. Mässinvesteringarna ökade under 2014 med 7% och har tillsammans med den närbesläktade eventmarknadsföringen ökat med 27% de senaste fem åren samtidigt som de totala reklaminvesteringarna i alla medier har ökat med 18% under samma period. Företagens förtroende för mässor som kommunikationskanal ökar således även om internetmarknadsföring har mer än fördubblats under samma period. Traditionella kommunikationskanaler, framförallt tryckt media, har stått för den stora minskningen dessa år.
2020 ställer många svenska mässarrangörer in sina mässor, skjuter upp dessa eller ersätter med virtuella mässor utifrån Folkhälsoinstitutets rekommendationer under pågående covid-19 pandemin. En internationell studie visar att 88 % av mässdeltagare har ändrat sina mässplaner och 39 % flyttar sina investeringar till digitala marknadsföringskanaler.

## Exempel på mässhallar

### Finland
- Mässcentrum
- Mässhallen (Helsingfors)

### Frankrike
- Paris expo Porte de Versailles

### Spanien
- Fira de Barcelona
- Fiera Milano

### Sverige
- Mässhallen, i Göteborg (1939–1984)
- Mässhallen, i Norrköping.
- Stockholmsmässan
- Svenska Mässan, i Göteborg
- Elmia, Jönköping

### Tyskland
- Hannovermässan
- Koelnmesse
- Messe Berlin
- Messe Düsseldorf
- Messe Frankfurt
- Messe München

### USA
- Las Vegas Convention Center
- McCormick Place
- World Market Center Las Vegas